# Мутагути, Рэнъя
Рэнъя Мутагути (яп. 牟田口 廉也 Мутагути Рэнъя, 7 октября 1888 — 2 августа 1966) — генерал-лейтенант Императорской армии Японии в годы Второй мировой войны.
Мутагути был уроженцем префектуры Сага. В 1910 году он окончил Военную академию Императорской армии Японии, а в 1917 году — Высшую военную академию Императорской армии Японии. Он участвовал в интервенции в Россию, а потом работал в составе японской военной миссии во Франции.
В 1926 году Мутагути получил звание майора, в 1930 — полковника. С 1933 по 1936 годы служил при генеральном штабе, в 1936 был переведён в Китай и принял командование над японским гарнизоном в Бэйпине. В 1936—1938 годах командовал 1-м полком 1-й пехотной дивизии (в Китае), после этого получил должность при штабе Квантунской армии. Войска Мутагути в Китае оказались в 1937 году вовлечёнными в инцидент на Лугоуцяо, положивший начало японо-китайской войне.
В 1938 году Мутагути был произведён в генерал-майоры и в 1938—1939 годах служил начальником штаба 4-й армии. Затем он был отозван в Японию и в 1939—1941 годах был комендантом Школы военной подготовки. В 1940 году его произвели в генерал-лейтенанты.
В апреле 1941 года Мутагути стал командиром 18-й дивизии, которая после начала войны на Тихом океане приняла участие во вторжении в Малайю. В феврале 1942 года Мутагути был ранен в ходе сражения за Сингапур. После падения Сингапура 18-я дивизия была переброшена на Филиппины, где приняла участие в уничтожении американских войск на полуострове Батаан. В апреле 1942 года 18-я дивизия была переведена в Бирму.
С марта 1943 года Мутагути стал командиром 15-й армии и продавливал свой план наступления на Ассам, что привело к сражению за Импхал. После провала наступления Мутагути отказался дать командирам дивизий разрешение отступить и вместо этого сместил троих из них. Из 65 тысяч подчинённых Мутагути людей 50 тысяч умерло — в основном от голода и болезней. Из-за полного провала Мутагути был отстранён от командования и отозван в Токио. В декабре 1944 года его вынудили уйти в отставку.
В 1945 году Мутагути был вновь на короткое время призван на службу, заняв свой прежний пост коменданта Школы военной подготовки.
По окончании войны Мутагути был арестован американскими оккупационными властями и экстрадирован в Сингапур, где предстал перед военным трибуналом по обвинению в совершении военных преступлений. В марте 1948 года Мутагути был освобождён из тюрьмы и вернулся в Японию.